# 274 (szám)
A 274 (római számmal: CCLXXIV) egy természetes szám, félprím, a 2 és a 137 szorzata; középpontos háromszögszám.

## A szám a matematikában
A tízes számrendszerbeli 274-es a kettes számrendszerben 100010010, a nyolcas számrendszerben 422, a tizenhatos számrendszerben 112 alakban írható fel.
A 274 páros szám, összetett szám, azon belül félprím, kanonikus alakban a 21 · 1371 szorzattal, normálalakban a 2,74 · 102 szorzattal írható fel. Négy osztója van a természetes számok halmazán, ezek növekvő sorrendben: 1, 2, 137 és 274.
A 274 középpontos háromszögszám.
A 274 négyzete 75 076, köbe 20 570 824, négyzetgyöke 16,55295, köbgyöke 6,49507, reciproka 0,0036496. A 274 egység sugarú kör kerülete 1721,59277 egység, területe 235 858,21006 területegység; a 274 egység sugarú gömb térfogata 86 166 866,1 térfogategység.
A 274 helyen az Euler-függvény helyettesítési értéke 136, a Möbius-függvényé 1, a Mertens-függvényé −3.